# Saint-Léger-des-Prés
Saint-Léger-des-Prés è un comune francese di 233 abitanti situato nel dipartimento dell'Ille-et-Vilaine nella regione della Bretagna.

## Società

### Evoluzione demografica
Abitanti censiti